# The Gypsy Queen
The Gypsy Queen er en amerikansk stumfilm fra 1913 af Mack Sennett.

## Medvirkende
- Roscoe "Fatty" Arbuckle
- Mabel Normand
- Nick Cogley